# Tex Watson
Charles Denton Watson (Dallas, 2 de diciembre de 1945), más conocido como Tex Watson, es un asesino estadounidense, conocido por haber sido miembro de «La Familia», liderada por Charles Manson.
El 9 de agosto de 1969, Tex Watson junto a otros integrantes de «La Familia», asesinaron a la actriz Sharon Tate, y a otras 4 personas. La noche siguiente participó en los asesinatos de Leno y Rosemary LaBianca. El 1 de diciembre de 1969 fue detenido junto a otros miembros de la "familia" Manson. En 1971, Watson fue declarado culpable de dichos asesinatos junto con Charles Manson y otros miembros de «La Familia». Ha estado en prisión desde entonces. Desde la prisión, Watson ha conseguido contraer matrimonio, y a través de las visitas conyugales, tener cuatro hijos, aunque la unión acabó en divorcio posteriormente.
Después, se convirtió en ministro de una orden religiosa evangélica que él mismo creó desde la penitenciaría y abrió una página de internet, en la que explica, entre otras cosas, que el mundo de Manson, a quien conoció en una fiesta en Los Ángeles de uno de los miembros de los Beach Boys, ofrecía una visión utópica de las cosas, «pero en realidad, tenía una visión muy destructiva del mundo».

## Primeros años
Watson nació el 2 de diciembre de 1945 en Farmersville, Texas y creció en Copeville, Texas. Era el más joven de tres hijos. En la escuela secundaria era un estudiante de honor y se destacó como atleta. También trabajó como editor en el periódico de la escuela. En septiembre de 1964, Watson se trasladó a Denton, Texas, para asistir a la Universidad Estatal del Norte de Texas, donde se unió a una fraternidad.

## La Familia Manson

### Asesinato Tate y LaBianca

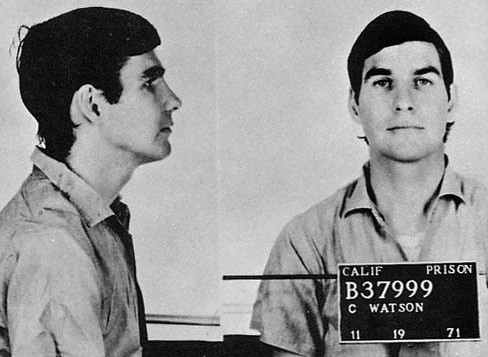
Foto policial de Tex Watson en 1971.

En enero de 1967, comenzó a trabajar en Braniff Airlines como mozo de equipajes. Utilizó billetes de avión gratis para viajar y visitar a un hermano de fraternidad en Los Ángeles. Allí se interesó en el estilo de vida psicodélico de finales de los 1960, donde conoce a Charles Manson y se une a su grupo.
El 8 de agosto de 1969, Watson fue con Susan Atkins, Patricia Krenwinkel y Linda Kasabian, a una casa ocupada por la actriz Sharon Tate, Jay Sebring, Wojciech Frykowski y Abigail Folger.
Watson, que había estado en la casa en al menos otra ocasión, se subió a un poste de teléfono cerca de la puerta y cortó el cable de la línea telefónica. Un vehículo conducido por un joven de 18 años de edad, llamado Steven Parent, pasó por el lugar. Watson se acercó y le disparó cuatro veces en el pecho y el abdomen.
Después, Watson entró por la ventana de la casa. Atkins y Krenwinkel entraron y encontraron a tres ocupantes de la casa y los llevaron a la sala de estar. Watson ató a Sharon Tate y a Jay Sebring juntos y asesinó a disparos a Sebring. Luego apuñaló 7 veces a Abigail Folger y 16 veces a Sharon Tate.
La noche siguiente, Watson participó en la matanza del empresario Leno LaBianca y de su mujer Rosemary, unos crímenes por los que fue sentenciado a la pena de muerte. Posteriormente, la sentencia sería modificada a cadena perpetua.

## Cultura popular
Tex Watson aparece en la película de Quentin Tarantino titulada Once upon a time in Hollywod, interpretado por el actor estadounidense Austin Butler.